# Miltiadis Gouskos
Miltiádis Goúskos (griechisch Μιλτιάδης Γούσκος, * 1877 auf Zakynthos; † 9. Juli 1903 in Indien) war ein griechischer Leichtathlet.
Beim Kugelstoßen der Olympischen Spiele 1896 in Athen wurde er Zweiter. Mit seinem letzten Versuch von 11,20 m  verfehlte er knapp die Siegerweite des US-Amerikaners Robert Garrett (11,22 m).